# Høgtuvaite
La høgtuvaite è un minerale.